# Weichai Power
Weichai Power Company Limited o Weichai Power, imparentata da Weifang Diesel Engine Factory è un'azienda di proprietà statale cinese con sede a  Weifang, nella regione dello Shandong in Cina, specializzata in ricerca e sviluppo, produzione e vendita di motori diesel. I prodotti sono usati in veicoli, navi e generatori di corrente. È la più grande impresa di accessori per auto in Cina.
Weichai è quotata alla Borsa di Hong Kong con classe H dal 2004, con classe A alla Borsa di Shanghai dal 2006.

## Storia
Weichai, precedentemente nota come Yucheng Ironworks, è stata fondata nel 1946 a Weihai, nella provincia dello Shandong, in Cina. Sulla base di questa società, il ministero delle Forze Armate del Popolo di Weihai ha istituito Jianguo Ironwork Cooperatives che è stato successivamente ribattezzato Coastal Ironworks. Produceva principalmente fucili di tipo 79 e battelli a vapore. È due anni dopo che Coastal Ironworks si trasferì a Weifang, dove iniziò a produrre motori diesel a bassa velocità da 15 CV e 40 CV. Allo stesso tempo, l'azienda è stata ribattezzata Dahua Machinery Factory.
Nel 1953, l'azienda lanciò con successo il motore diesel della serie 6108. Lo stesso anno, è stata ribattezzata Weifang Diesel Engine Works e ha iniziato la ricerca, lo sviluppo e la produzione di motori diesel.
Dal 1955, il motore diesel ceco 6160 fu prodotto con successo e divenne il modello di motore dominante per la pesca costiera e la navigazione interna della Cina. Dieci anni dopo, Weichai è stata nominata una delle settanta imprese "Daqing-Type", una famosa denominazione nazionale in termini di produzione industriale. Nel 1968, il motore diesel marino 6200 è stato sviluppato e prodotto per i pescherecci leggeri. Nel 1970, l'industria della difesa nazionale richiese a Weichai di sviluppare e produrre il motore del carro armato di tipo 8V160. Il team di ricerca e sviluppo di Weichai ha sviluppato con successo un motore per carri armati da 800 CV e ha vinto, nel 1978, il National Science Conference Prize. Nel 1984 fu introdotto il motore austriaco per veicoli pesanti Steyr WD615. WD615 ha superato la certificazione di accettazione del progetto a livello nazionale nel 1989, stabilendo un nuovo modello di sviluppo parallelo di motori diesel a media e alta velocità per la fabbrica
Dal 2012 Weichai Power detiene la maggioranza azionaria del Gruppo Ferretti.
Dal 2013 al 2019 e nel 2021 è stato sponsor della Ferrari nelle gare di Formula 1.